# Ковтун Олексій Олександрович
Олексі́й Олекса́ндрович Ко́втун (5 лютого 1995, Київ, Україна) — український футболіст, центральний захисник клубу «Десна».

## Життєпис
Вихованець київської школи футболу. За юнацьку команди киян відіграв чотири сезони. За підсумком сезону 2011/12 був визнаним найкращим захисником турніру у віці до 17 років. Після закінчення повного курсу навчання половину сезону грав за юнацьку команду «Динамо» на першому в історії України турнірі серед юнаків віком до 19 років. Згодом приєднався до юнацької команди «Металіста», де провів два наступні сезони.
1 березня 2015 року провів свій перший виступ за основну команду в УПЛ. Тоді суперником харківської команди стало київське «Динамо».

## Збірна України
16 травня 2015-го року став відомий потенційний склад юнацької збірної України до 20 років, який вирушить до Нової Зеландії, де безпосередньо готуватиметься до матчів чемпіонату світу. 